# Luis Fernando Centi
Luis Fernando Centi (Savona, 1976. szeptember 16. –) olasz labdarúgó-középpályás. Rendelkezik kolumbiai állampolgársággal is.

## Pályafutása

### Klubcsapatban
Centi a Piacenza csapatában kezdte pályafutását, 1995-ben megnyert csapatával az olasz másodosztályú bajnokságot. A következő két évadban a Carpiban játszott, majd megfordult több, alsóbb osztályú csapatban is. 2000-ben a Como igazolta le, vele pedig feljutott a csapat a másodosztályba. Az elkövetkezendő években a Seria B-ben megfordult a Varese, a Lumezzane és a Treviso csapatában is.
2005-ben a Livornóhoz szerződött, 2005. augusztus 27-én pedig bemutatkozhatott a Seria A-ban. Fél szezont követően az Atalantához igazolt, de nem tudott állandó játéklehetőséget kiharcolni, majd az Ascoli csapatában nyolcszor lépett pályára a Serie B 2007-2008-as kiírásában. 2008. július 16-án megvásárolta a SPAL, 2010 januárjában pedig a Gallipoli játékosa lett. A Gallipoli csődjét követően több kisebb csapatban játszott visszavonulásáig, 2016-ban a Spots Borgotrebbiából vonult vissza.

### Edzőként
2017-ben a Pro Piacenza ifjúsági csapatának vezetőedzője lett.